# 钟花草
钟花草（学名：Codonacanthus pauciflorus）又名针刺草，是爵床科钟花草属的植物。分布于孟加拉国、越南、台湾、印度以及中国大陆的广西、云南、贵州、海南 、福建、香港、广东等地，生长于海拔800米至1,500米的地区，常生长在密林下及潮湿的山谷，目前尚未由人工引种栽培。